# 平成開進亭
平成開進亭（へいせいかいしんてい）は、落語家四代目桂梅枝が席亭を勤め、立ち上げた北海道札幌市の「さっぽろ市民寄席」である。寄席と名付けられているものの、実際には小屋を持たず、札幌市内のホール等で定期的に開催されている。
明治時代には札幌にも多くの寄席があり、「席亭山下」、「開進亭」、「松進亭」、「札幌亭」、「金沢亭」、「丸市亭」、「南亭」等々の名が知られているが、いずれも現存しない。その中の一つで明治25年に狸小路大火で消沈した民衆を癒やすために作られたという「開進亭」の名を取り、「平成開進亭」として平成17年5月に杮落とし、以後毎月開催されている。
桂梅枝襲名披露興行中の令和7年2月26日に梅枝が起こした酒気帯び運転による交通事故・逮捕により、以降予定されていた公演は全て中止となり、公式サイトのトップページには梅枝からのおわびの文章が掲載されている。